# Mérite du Barreau du Québec
 (septembre 2013).
Si vous disposez d'ouvrages ou d'articles de référence ou si vous connaissez des sites web de qualité traitant du thème abordé ici, merci de compléter l'article en donnant les références utiles à sa vérifiabilité et en les liant à la section « Notes et références ».
Le Mérite du Barreau du Québec est remis annuellement à trois membres du Barreau du Québec pour l'un ou l'autre des motifs suivants :
- l’accomplissement d’un haut fait professionnel ;
- la réputation professionnelle ;
- le dévouement à la cause du Barreau du Québec ;
- l’engagement dans la défense des intérêts de la justice ;
- la reconnaissance de l’engagement social ;
- une contribution particulière à l’avancement du droit et de la justice ;
- tout autre motif jugé pertinent.

Le Mérite était de cuivre, de bronze patiné et d'argent sterling. Il était fabriqué par Claudette Hardy-Pilon. Il est l'œuvre de la sculptrice Elizabeth Jelen.

## Lauréats
- 1989 - Marcel Bélanger
- 1990 - Micheline Audette-Filion et Guy R. Landry (à titre posthume)
- 1991 - Yves Lafontaine, Annie McDonald Langstaff, Elizabeth C. Monk, Florence Seymour-Bell
- 1992 - André Moisan, Jules Allard, Paul Vézina
- 1993 - « aux 235 personnes qui ont représenté le Barreau du Québec en participant, au cours des quelque 25 dernières années, aux travaux concernant la réforme du Code civil »
- 1994 - Paul Laflamme, Jean-Claude Sarrazin, Germain Harvey
- 1995 - Arclen Blakely
- 1996 - Jeannine Tellier-Cormier, Michael Sheehan
- 1997 - Pas de récipiendaire
- 1998 - Raymond Clair, Claude Champagne et Louis Rochette
- 1999 - François Lajoie, Marcel Dubé
- 2000 - George Emery,  Jacques Lemay, Casper M. Bloom
- 2001 - Guy Pépin, Yoine Golstein, Paul H. Brochu
- 2002 - Joan Clark, Anne Couture, Denis Ferland
- 2003 - Pierre Mazurette, Michel A. Pinsonnault, Clément Samson
- 2004 - Denis Jacques, Suzanne Vadboncoeur, Jacques Sylvestre, Raymond Lavoie
- 2005 - Louis Belleau, Robert P. Gagnon, Richard Wagner, Alban Garon
- 2006 - Odette Jobin-Laberge, Rolland Boudreau
- 2007 - Michel Yergeau, Jean Saint-Onge, Claude Beaudet
- 2008 - Pierre Gagnon, Maurice Boileau, Pierre Giroux, Fernand Côté